# Vápeník
Vápeník – słowacka wieś (obec) w powiecie Svidník, w 2011 roku zamieszkana przez 41 osób. Pierwsze wzmianki o wsi pochodzą z roku 1600.